# 有修・楠の任せんかい
有修・楠の任せんかい（ありしゅう・くすのまかせんかい）は、ABCラジオの日本プロ野球を扱ったトーク番組である。ここでは2011年10月・11月につなぎ番組で放送された「サタデースポーツスペシャル～有田修三のアリトーク～」も紹介する。

## 概要
- 2010年11月13日から2011年4月2日まで[1]、毎週土曜日18時から18時30分放送。

- 有田修三と楠淳生が司会を務め、今シーズンのプロ野球について振り返ってみたり、プロ野球選手や他のスポーツ界の選手らをスタジオに招いてインタビューを行う。また有田の捕手経験を生かした体験談も交えて話す。

## コーナー
- 「スポーツ任せんかい」　スポーツ界で活躍する第一線の選手をゲストに迎え、そのスポーツの魅力や選手の素顔・一面を有田・楠が迫る
- 「キャッチャー任せんかい」　有田のキャッチャー経験を生かした野球論

## ゲスト
氏名後ろの「☆」はスタジオの生ゲスト出演
- 2010年11月13日　女子バスケットボール・矢代直美
- 2010年11月20日　プロ野球・桧山進次郎（☆）
- 2010年12月4日　女子バレーボール・眞鍋政義
- 2010年12月11日　男子バスケットボール・五十嵐圭
- 2010年12月18日　プロ野球・原辰徳
- 2010年12月25日　メジャーリーグのトレーナー・森本貴義（☆）
- 2011年1月8日　プロ野球・藪恵壹（☆）
- 2011年1月22日　ボウリング・中谷優子（大阪駅前「桜橋ボウル」での収録）
- 2011年2月19日　女子野球・川保麻弥、川端友紀（☆）
- 2011年2月26日　競輪（元スピードスケート）・西谷岳文
- 2011年3月5日　スポーツライター・佐山和夫（プロ野球でのボールカウント表記の見直し<SBO→BSO>について）

## プロ野球開幕特番
本来は2011年3月26日が最終回であったが、東日本大震災によるプロ野球公式戦開幕の延期に伴い、同年4月9日の「芦沢誠のGO!GO!サタデー」内の1コーナー「ABCフレッシュアップベースボール」で「有田修三・芦沢誠の開幕まで任せんかい」と題した開幕直前特集を放送した。このときは楠に代わり、同番組のパーソナリティー・芦沢誠がパートナーを勤めている。

## サタデースポーツスペシャル～有田修三のアリトーク～
2011年10月8日、および11月12日に放送。番組のタイトルは、ABCテレビで放送中の『雨上がり決死隊のトーク番組アメトーーク!』（テレビ朝日制作）にちなんでいるが、当の有田はそのことを知らなかった（第1回の放送より）。
ABCラジオでは2011年度に、10月8日の段階から年度下半期・ナイターオフ番組を放送することになっていた。しかし、東日本大震災発生の影響で、『ABCフレッシュアップベースボール』で中継する日本プロ野球の開幕を延期。同局でも、阪神タイガースのシーズン全日程を終了するまで本格的なナイターオフ番組の放送を控えていたため、当番組を全日程終了から日本シリーズ終了までのつなぎ番組として編成した。なお、同シリーズ終了後の11月26日からは、当番組と同じ放送枠で、『ニッカン・ザ・ライブ』（「日刊スポーツ」大阪本社の全面協力によるナイターオフ期間限定のスポーツ情報番組）を放送している。
パーソナリティは有田と、朝日放送のスポーツアナウンサー中邨雄二。ちなみに有田は、第1回の放送後に、阪神タイガースの一軍ヘッドコーチへ就任した。

### 内容
- 10月8日　阪神がクライマックスシリーズ進出圏内にまだいたことから、今後のペナントレースの行方について語った。
- 11月12日　有田が現役時代の1980年代のパシフィック・リーグベストナインを有田の独断と偏見で選ぶというもの

10月15日・22日・29日も、中継予定のナイターが悪天候で中止になった場合には、本番組を放送することが想定されていた。しかし、いずれも試合が予定通り開催されたため、当番組が実際に放送されたのは上記の2例のみであった。なお、2012年1月2日（月曜日）には、本来のレギュラー番組である『スポーツにぴたっと。』（月曜版）の放送枠（17:25 - 18:35）で『有田修三のアリトーク 2012新春スペシャル!』が放送された。